# Lijst van eersten
Deze lijst is een (incomplete) lijst van eerste... mens/man/vrouw/dier/object/toepassing/gebeurtenis enz., dat wil zeggen iets wat zich voor het eerst voordoet of wordt gerealiseerd, of wat voor het eerst plaatsvindt, of voor het eerst wordt gemaakt enz. 
De lijst is onderverdeeld in diverse hoofdgroepen. Uitvindingen horen niet thuis in deze lijst, deze zijn opgenomen in de Lijst van uitvinders.

## Boeken, kranten en tijdschriften
- Eerste dagelijks gedrukte krant, Einkommende Zeitungen (binnenkomende mededelingen), 1650: wordt opgericht in Leipzig, Duitsland.
- Eerste Nederlandse krant in het Nederlands, juni 1618: De Courante uyt Italien, Duytslandt, &c. wordt uitgegeven in Amsterdam. Het enige bekende exemplaar van de eerste uitgave is te vinden in de nationale bibliotheek van Zweden.
- Eerste paperback, 1841: Christian Bernhard Tauchnitz, Duitsland.
- Eerste pornografische tijdschrift uit Nederland, 1968: Het tijdschrift Chick werd aanvankelijk van onder de toonbank verkocht maar na een in 1970 gewonnen rechtszaak werd duidelijk dat pornografie legaal verkocht mocht worden.

## Dieren, natuur
- Eerste wetenschappelijke dierentuin, 1828: De London Zoo opgericht door de Zoological Society of London onder leiding van Sir Thomas Stamford Raffles.
- Eerste natuurreservaat, 1853: Het bos van Fontainebleau bij Parijs.
- Eerste maal Werelddierendag op 4 oktober 1930.

## Gebeurtenissen, evenementen
- Eerste wereldtentoonstelling, 1851: Hyde Park Londen in het Crystal Palace.
- Eerste moderne Olympische Spelen, 1896: In Athene. Bedacht door baron Pierre de Coubertin.
- Eerste Tour de France, 1903: Gewonnen door Maurice Garin.
- Eerste Grand Prix autorace, 1906: Le Mans Frankrijk, winnaar Ferenc Szisz (Hongarije). Afstand 104 km, gem. snelheid van 100 km/uur.
- Eerste WK voetbal, 1930: Gehouden in Uruguay, finale Uruguay-Argentinië 4-2. Bedacht door Robert Guérin (Fr.) en Carl Hirschman (Ned.) en uitgevoerd door Jules Rimet.
- Eerste vrouw die door de geluidsbarrière breekt, 1953: Jacqueline Cochran in een North American F-86 Sabre.
- Eerste Eurovisiesongfestival, 1956: In Lugano (Zwitserland). Gewonnen door Lys Assia met het liedje Refrain namens Zwitserland.
- Eerste televisie-uitzending van de Olympische Spelen, 1956: Olympische Winterspelen Cortina d'Ampezzo.
- Eerste stockcarrace, 1959: Daytona 500, eerste winnaar Lee Petty.

## Gebouwen, objecten
- Eerste geprefabriceerde gebouw, 1066: Willem de Veroveraar bouwt bij Hastings een houten kasteel dat in Normandië is geprefabriceerd en tezamen met twee andere aan boord van de veroveringsvloot is meegebracht.
- Eerste beursgebouw, 1531, in Antwerpen werd het eerste beursgebouw ter wereld geopend. Bij deze gebouwen werden vooral goederen verhandeld.
- Eerste gietijzeren brug, 1779: De Iron Bridge in het dorp Ironbridge, in Shropshire, England. Zij overspant de Ironbridge kloof en de rivier de Severn. De kloof en de brug staan op de werelderfgoedlijst van UNESCO.
- Eerste passagiersspoorweg, 1807: Engeland, traject Swansea-Oystermouth (Mumbles). 12 km spoor voor met paarden getrokken rijtuigen.
- Eerste hangbrug van smeedijzer, 1820: De Union Chain Bridge over de rivier de Tweed in Engeland. Spanwijdte 108 m.
- Eerste zeekustpier, 1823: De Chain Pier gebouwd in Brighton, uitgevoerd met een raamwerk van gietijzeren delen. In 1896 ontmanteld, restanten van de pijlers bij laag water zichtbaar. Zie ook Brighton Pier.
- Eerste ijzeren spoorbrug, 1824: Het Dauntless viaduct in County Durham in Engeland, gebouwd door George Stephenson.
- Eerste spoordienst voor personenvervoer, 1825: Op de lijn Stockton-Darlington in Engeland met een door stoom aangedreven locomotief en 28 wagons.
- Eerste betonnen bouwwerk, 118-125: het Pantheon in Rome
- Eerste moderne betonnen bouwwerk, 1833: Gebruikt voor de bouw van een golfbreker in Algiers door de Fransman M. Poivel.
- Eerste tunnel onder rivier, 1843: Een voetgangerstunnel onder de Theems, de Thames Tunnel, bij Rotherhithe in Londen. Ontworpen door de Franse ingenieur Marc Isambard Brunel.
- Eerste airconditioning, 1844: In het ziekenhuis voor Tropische Koortsen in Florida. Geïnstalleerd door John Gorrie.
- Eerste betonnen brug, 1875: Gebouwd door Joseph Monier bij kasteel Chazelet, Frankrijk.
- Eerste wolkenkrabber op het Europese vasteland, 1931: de Boerentoren in Antwerpen.

## Gebruiksartikelen, voeding
- Eerste advertentie, 4 juli 1631: verschenen in Frankrijk in de "Gazette de France". De advertentie betrof het aanprijzen van mineraalwater.
- Eerste consumptiechocolade, 1819: Gefabriceerd in de Cailler chocoladefabriek Vevey in Zwitserland door François-Louis Cailler.
- Eerste koffiebar, 1841: Station Swindon in West-Engeland, bedacht door Isambard Kingdom Brunel.
- Eerste zelfklevende etiket, 1935: uitgevonden door R. Stanton Avery.

## Geneeskunde
- Eerste vrouwelijke arts, 1754: Universität Halle, Duitsland  Dorothea Christiane Erxleben.
- Eerste bloedtransfusie, 1818: Guy's Hospital Londen. Uitgevoerd met bloed van meerdere donoren door Dr. 
James Blundell. Mislukte omdat men nog geen bloedgroepen onderkende.
- Eerste gynaecologische afdeling, 1835: Rotunda Hospital in Dublin onder leiding van Dr. Evory Kennedy.
- Eerste narcose, 1846: University College Hospital in Londen door gebruikmaking van ether.
- Eerste gipsverband, 1854: Door Antonius Mathijsen, in plaats van spalken gebruikt hij gebrand gips voor het inpakken van ledematen.
- Eerste galsteenoperatie, 1867: Uitgevoerd door John Strugh Bobbs in Indiana VS, patiënt Mary Wiggins.
- Eerste nierverwijdering, 1869: Uitgevoerd door Gustav Simon uit Duitsland, patiënt Margaretha Kleb.
- Eerste blindedarmoperatie, 1883: Uitgevoerd door Abraham Groves in Ontario VS.
- Eerste hartoperatie, 1896: Uitgevoerd door Louis Rehn in Frankfurt.
- Eerste niertransplantatie, 1954: Uitgevoerd door Joseph Murray en J. Hartwell.
- Eerste pacemaker, geïmplanteerd in een mens, 1958: Uitgevoerd door een Zweeds medisch team op de patiënt Arne Larsson, pacemaker ontworpen door Rune Elmqvist.
- Eerste geslaagde harttransplantatie op een mens, 3 december 1967: uitgevoerd door Christiaan Barnard op Louis Washkansky.

## Militaria
- Eerste onderzeeboot, 1622, gemaakt door Cornelis Drebbel op de Theems. Legde de afstand Westminster-Greenwich af met 12 roeiers op een diepte van 4 m onder water.
- Eerste achterladend kanon, 1851: Firma Krupp in Duitsland.
- Eerste pantserschip, 1859: La Gloire van de Franse Marine, 5600 tons met 36 kanonnen van 163mm.
- Eerste slagschip, 1861: HMS Warrior van de Engelse Royal Navy, het eerste slagschip met ijzeren romp en bepantsering.
- Eerste onderzeeër, 1863: In gebruik genomen door de Amerikaanse Marine van de Geconfedereerden.
- Eerste luchtbombardement, 1914: Door Gustavo Salinas op een oorlogsschip in de Golf van Californië.
- Eerste vliegdekschip, 1919: De USS Langley in dienst van de Amerikaanse Marine. In 1942 gezonken na een aanval door de Japanners.
- Eerste legerhelikopter, 1942: De Sikorsky XR-2 van het Amerikaanse leger.
- Eerste atoombom (test), 1945: Door een team onder leiding van Robert Oppenheimer bij Alamogordo in New Mexico.
- Eerste supersonische vlucht, 1947: Amerikaans legerpiloot Charles Chuck Yeager in een Bell X-1 vliegtuig met een raketmotor.
- Eerste atoomonderzeeër, 1954: USS Nautilus SSN571 van de Amerikaanse Marine.

## Mode, kleding
- Eerste etalage(ruit), 1801: Londen 16, Charing Cross Road. Kleermakerswinkel die koopwaar achter een raam toont, waardoor van de ene op de andere dag de handel enorm toeneemt.
- Eerste herenmodezaak, 1818: Brooks Brother winkel in New York, beheerd door Henry Sands Brooks. Later uitgegroeid tot de Brooks-Brothers keten.
- Eerste patronen voor kleren, 1832: Uitgegeven door het modetijdschrift l'Iris. De manier om instructies te geven voor het dupliceren van patronen voor het maken van kleding door kleermakers en thuisnaaisters.
- Eerste haute-couture-winkel, 1858: Eigenaar de Engelsman Charles Frederick Worth voor eigen ontwerpen, gelegen aan de Rue de la Paix in Parijs.
- Eerste beha, 1914: Mary Phelps Jacob.
- Eerste draagster van een bikini, 5 juli 1946: Micheline Bernardini, gepresenteerd door de Franse auto-ingenieur Louis Reard.

## Muziek, film
- Eerste grammofoonplaat waarvan 1 miljoen exemplaren werden verkocht, 1902: Enrico Caruso met Vesti la giubba uit Paljas.
- Eerste Hollywood-speelfilm, 1903: The Great Train Robbery van Edwin S. Porter. Tevens eerste western.
- Eerste gouden plaat, 10 februari 1942: Glenn Miller met Chattanooga Choo Choo voor 1,2 miljoen exemplaren.
- Eerste rock-'n-roll-presentatie, 1951: The Moondog Rock-'n-roll party van Alan Freed op zijn radiostation in Cleveland.

## Onderwijs
- Eerste alfabetische encyclopedie, 1674: Grand dictionnaire historique van Louis Moreri (Frankrijk).
- Eerste highschool, 1821: Boston. Een Engelstalige school met lesroosters in geschiedenis, wiskunde en wetenschappen.
- Eerste kleuteronderwijs, 1837: Bad Blankenburg in Duitsland met een onderwijs gebaseerd op een methode van de Duitse opvoedingsdeskundige Friedrich Froebel.
- Eerste vrouwenonderwijs, 1837: Mount Holyoke Female Seminary gefinancierd en opgericht door Mary Lyon.
- Eerste hoger onderwijs voor vrouwen, 1838: Oberlin College Ohio.
- Eerste verpleegstersopleiding, 1841: Opgericht door Quaker Elisabeth Fry.
- Eerste vrije onderwijs, 1849: The College of the City of New York.

## Ontdekkingsreizen
- Eerste wereldkaart is de Babylonische wereldkaart, circa 6e eeuw v.Chr., toont de wereld als een schijf, omgeven door een ring van water, genaamd de "Bitter rivier"
- Eerste beklimming Mont Aiguille, 26 juni 1492: Antoine de Ville leidt de eerste gedocumenteerde beklimming, het alpinisme wordt geboren.
- Eerste zeeatlas, 1584: "Spieghel der Zeevaerdt" Gemaakt door Lucas Janszoon Waghenaer en gedrukt door Plantijn in Leiden. Afgebeeld zijn de kusten van West- en Noord-Europa.
- Eerste sterrenkaart, 1539: Gepubliceerd door Piccolomini.
- Eerste luchtschip, 1852: Henri Giffard, vliegt 27 km boven Parijs met een snelheid van 8 km/uur.
- Eerste beklimming Matterhorn, 14 juli 1865: Edward Whymper, Groot-Brittannië.
- Eerste mens die de Noordpool bereikt, 1909: Robert E. Peary en Matthew Henson. (zie echter eerste mens op de Noordpool)
- Eerste mensen die de Zuidpool bereiken, 14 december 1911: Roald Amundsen zijn team - Olav Bjaaland, Helmer Hanssen, Sverre Hassel, en Oscar Wisting.
- Eerste persoon die de top bereikte van de Mount Everest (via de Zuid-Oost-bergrugroute), (29 mei 1953: Tenzing Norgay & Sir Edmund Hillary.
- Eerste vrouw die de top bereikte van de Mount Everest (via de Zuid-Oost-bergrugroute), 16 mei 1975: Junko Tabei uit Japan.

## Regeringen, leiders
- Eerste bisschop van Rome die "paus" werd genoemd, 384: Siricius
- Eerste president van de Verenigde Staten, 1789: George Washington.
- Eerste koning der Belgen, 1831: Leopold I prins van Saksen-Coburg-Saalfeld.
- Eerste Indiaanse president van een Amerikaans land, 1858, Benito Juárez in Mexico.
- Eerste gekozen vrouwelijke premier, 1960: Sirimavo Bandaranaike, Eerste Minister van Sri Lanka.
- Eerste vrouwelijke president: 1 juli 1974: Isabel Martínez de Perón. Zij volgt haar overleden man op als president van Argentinië.
- Eerste vrouwelijke eerste minister van Groot-Brittannië, 1979: Margaret Thatcher.
- Eerste gekozen, zwarte gouverneur van een der Verenigde Staten van Amerika, 1989: Douglas Wilder in de staat Virginia
- Eerste zwarte president van Zuid-Afrika, 1994: Nelson Mandela.
- Eerste zwarte president van de Verenigde Staten, 2009: Barack Obama.
- Eerste vrouw getrouwd met twee verschillende presidenten, 1998: Graça Machel, weduwe van de voormalige president van Mozambique, Samora Machel, trouwde later met de Zuid-Afrikaanse president Nelson Mandela.

## Ruimtevaart, satellieten
- Eerste kunstmatige satelliet, 1957: Spoetnik 1 van de Sovjet-Unie.
- Eerste dier in de ruimte, 1957: Lajka in de Spoetnik 2.
- Eerste succesvolle weersatelliet, 1960: De Tiros I van de VS.
- Eerste geslaagde bemande ruimtevlucht, 12 april 1961: Joeri Gagarin met het ruimtevaartschip Vostok 1.
- Eerste telecomsatelliet, 1962: Telstar I.
- Eerste sonde naar andere planeet, 1962: Mariner 2 naar Venus.
- Eerste vrouw in de ruimte, 16 juni 1963: Valentina Teresjkova met de Vostok 4.
- Eerste ruimtewandeling, 18 maart 1965: Aleksej Leonov.
- Eerste mens op de maan, 21 juli 1969: Neil Armstrong.

## Samenleving
- Eerste brandverzekering, 3 december 1591: Hamburg
- Eerste café (in de betekenis van koffiehuis), 1675: beheerd door een zekere Procope aan de Rue de Tournon in Parijs.
- Eerste spaarbank, 1765: Opgericht door de Hertog van Brunswijk onder de naam "Ersparungskasse".
- Eerste restaurant, 1765: Geopend door een zekere Boulanger aan de Rue des Poulier in Parijs.
- Eerste fabriekswet, 1802: Groot-Brittannië. De wet regelt voor jongeren het maximum aantal werkuren per dag en verbiedt nachtwerk. Doel is om gezondheid en moraal van leerlingen in textiel te verbeteren. Onderwijs in lezen en schrijven wordt gestimuleerd.
- Eerste warenhuis (bazaar), 1821: De Winkel van Sinkel aan de Nieuwendijk in Amsterdam.
- Eerste moderne warenhuis, 1837: Procter & Gamble winkel in Cincinnati.
- Eerste wijkverpleegster, 1848: Kaiserwerthzusters in Bielefeld en Kleve in Duitsland.
- Eerste postzegel ter wereld, 1840: De Penny Black in Groot-Brittannië, bedacht door Rowland Hill.
- Eerste overdekte winkelcentrum, 1846: Galéries Royaux Saint Hubert (Koninklijke Sint-Hubertusgalerijen) in Brussel, gebouwd door Jean-Pierre Cluysenaar.
- Eerste openbaar toilet met spoeling en rioolafvoersysteem, 1852: Aangelegd in Londen na een presentatie op de wereldtentoonstelling door George Jennings.
- Eerste reclamezuil, 1 juli 1855: Geplaatst in Berlijn door de uitvinder Ernst Litfass.
- Eerste postcodes, 1858: Door Rowland Hill, de uitvinder van de postzegel, geïntroduceerd in Londen.
- Eerste woningverlichting, 1859: Het huis van Moses G. Farmer in Salem, Verenigde Staten. Verlichting gevoed door een batterij galvanische elementen.
- Eerste warmwatervoorziening, 1868: Waterverhitter om een bad mee te vullen, uitgevonden door Waddy Maughan.
- Eerste zwart congreslid, 1870: Hiram Rhodes Revels, een dominee uit Mississippi.
- Eerste crematorium, 1885: Woking in Engeland.
- Eerste reuzenrad, 1884: Op de Wereldtentoonstelling in Wenen.
- Eerste reclamefoto, 1887: Gepubliceerd door Harrison Patent Knitting Machine Co. in The Parrot, Manchester.
- Eerste vrouwelijke advocaat, 1893: Cornelia Sorabji, afgestudeerd in Londen.
- Eerste land met algemeen kiesrecht, 1893: Nieuw-Zeeland, eerste land waar alle vrouwen mochten kiezen.
- Eerste Internationale Vrouwendag,1911: 8 maart wordt de vaste datum voor deze dag.
- Eerste nudistenkamp, 1912: Duitsland.
- Eerste Moederdag, 1914: Bedacht door Anna Jarvis uit West Virginia.
- Eerste vrouwelijk congreslid, 1916: Jeannette Rankin.
- Eerste radio-omroep ter wereld, 1919: de PCGG in Nederland, opgericht door Hanso Schotanus à Steringa Idzerda, verwierf een fabrikantenmachtiging voor proefuitzendingen.
- Eerste verhandelbare aandelen worden in 1602 in Amsterdam uitgegeven door de VOC.
- Eerste vrouw in Brits lagerhuis, 1919: Nancy Astor.
- Eerste vrouwelijk Tweede Kamerlid in Nederland, 1919: Suze Groeneweg van de SDAP.
- Eerste vrouwelijke minister in Nederland, 1956: Marga Klompé van de KVP als minister van Maatschappelijk Werk
- Eerste wereldstad met meer dan 10 miljoen inwoners, 1961: Tokio.
- Eerste reageerbuisbaby, 25 juli 1978: Louise Brown, geboren in Engeland.
- Eerste persoon veroordeeld door bewijsvoering middels DNA, 1988: Colin Pitchfork.
- Eerste persoon vrijgesproken door bewijsvoering middels DNA, 1988: Richard Buckland.

## Sport en spel
- Eerste parachutesprong, 1808: Jordan Kurapento uit Polen. De sprong was puur uit noodzaak omdat zijn Montgolfier-ballon boven Warschau in brand raakte.
- Eerste boksgevecht, 1816: New York, gevecht tussen Tom Beasley en Jacob Hyer, gehouden in een ring volgens Internationale regels en met betalende toeschouwers.
- Eerste football, 1820: Proto-football of "balletje-tik", geïntroduceerd door studenten van de Princeton-universiteit in de Verenigde Staten als voorloper van American football.
- Eerste Varsity bootrace, 1829: De eerste roeiwedstrijd tussen Oxford en Cambridge op de Theems, gewonnen door Oxford.
- Eerste schaatsbaan, 1842: Het Glaciarium in het Coliseumgebouw in Regent’s Park in Londen.
- Eerste tennisschoen, 1868: Op de markt gebracht door Candee Manufacturing Org. of America onder de naam sneakers.
- Eerste wielerwedstrijd, 1868: Gehouden in Parijs, afstand 2 km, gewonnen door James Moore uit Groot-Brittannië.
- Eerste rugbyinterland, Engeland - Schotland. Tevens oprichting Rugby Football Union.
- Eerste voetbalinterland, 1872: Schotland-Engeland, uitslag 0-0.
- Eerste zwemmer over Het Kanaal, 1875: Kapitein Matthew Webb van Engeland naar Frankrijk, afgelegd in 22 uur.
- Eerste Americanfootballwedstrijd, 1875: De wedstrijd tussen Harvard en Yale wordt beschouwd als de geboorte van het American football.
- Eerste kunstijsbaan, 1876: Het Glaciarium aan de Kings Road in Londen.
- Eerste Wimbledon-wedstrijden, 1876: Eerste lawntenniskampioenschappen.
- Eerste fietspad in Nederland, 1885: op de Maliebaan in Utrecht.
- Eerste wereldkampioen schaken, 1886: Wilhelm Steinitz uit Bohemen.
- Eerste voetbalcompetitie, 1888: Engeland, 1e winnaar Preston North End.
- Eerste basketbalwedstrijd, 1892: Springfield YMCA, spel uitgevonden door James Naismith.
- Eerste Stanleycup ijshockey Canada, 1894: Winnaar Montreal Amateur Athletic Association.
- Eerste autorace, 1895: Parijs-Bordeaux, 1178 km, gewonnen door Émile Levassor. Georganiseerd door graaf Jules de Dion, 21 deelnemers.
- Eerste volleybalwedstrijd, 1895: Bedacht door William G. Morgan uit Holyoke Massachusetts.
- Eerste motorrace, 1896: Als onderdeel van de autorace Parijs-Marseille, over een afstand van 152,9 km.
- Eerste vrouwelijke autocoureur, 1899: Madame Labrousse in de race Parijs-Spa.
- Eerste elfstedentocht, 1908: Gehouden door de Vereniging De Friesche Elf Steden geïnspireerd door de Nederlandse sportgoeroe Pim Mulier. Eerste winnaar Minne Hoekstra.
- Eerste kruiswoordpuzzel, 21 december 1913: Puzzel bedacht door Arthur Wynne en geplaatst in de weekbijlage "Fun" van "New York World".
- Eerste sudoku, cijferpuzzel bedacht door Howard Garns en voor het eerst gepubliceerd in 1979 in Dell Magazines (USA) onder de naam Number Place.
- Eerste zwemmer die de 100 meter onder de minuut zwom 1922: Johnny Weissmuller (58,6 sec.)
- Eerste FA Cup-finale op Wembley, 1923: Bolton Wanderers-West Ham United 2-0.
- Eerste vrouw over Het Kanaal, 1926: Gertrude Ederle (VS) in 14 uur 31 min.
- Eerste atleet die 100 m liep binnen 10 sec. 1968: Jim Hines (VS) in 9,95 sec. tijdens de Olympische Zomerspelen 1968 te Mexico-Stad.
- Eerste Nederlandse sportblad, 1882: "De Nederlandsche Sport" uitgegeven door de Amsterdamse firma Ellerman Harms en Co.
- Eerste Nederlandse voetbalclub, 1879: Koninklijke HFC, Haarlem, opgericht op initiatief van Pim Mulier.

## Techniek, wetenschap, vindingen
- Eerste foto, 1802, genomen door Thomas Wedgwood. Maakt eerste fotografisch beeld met behulp van lichtgevoeligheid van zilvernitraat. De beelden zijn echter niet permanent, doordat deze niet gefixeerd kunnen worden.
- Eerste straatverlichting, 1807: Avenue Pall Mall in Londen. Geïnstalleerd door Frederick Windsor. 13 lantaarnpalen met elk 3 bollen, gevoed door gas via een ondergrondse leiding.
- Eerste huis met gaslicht, 1811: Aangebracht in het huis van ene Joseph Ackerman in The Strand in Londen. Bedacht door Samuel Clegg.
- Eerste gasnet, 1819: In Londen door de firma Gaslight and Coke Co. verzorgd voor gasverlichting in meer dan 50.000 huizen voor via circa 450 km gasleiding.
- Eerste rekenmachine, 1820: Een zogenaamde arithmometer bedacht door Charles de Colmar in Frankrijk en als massaproduct op de markt gebracht. Voorloper van de rekenmachine van Babbage.
- Eerste weerkaart, 1821: Uitgevonden door de Duitser Heinrich Brandes. In diagrammen gepresenteerde meteorologische omstandigheden.
- Eerste gasfles, 1825: Eerste toepassing van het gebruik van gas in draagbare flessen in de vorm van gietijzeren cilinders door de Provincial Portable Gas Co. in Manchester Engeland.
- Eerste ijzeren schip 1838: De Iron Sides, gebouwd in Liverpool.
- Eerste olieraffinaderij, 1848: Derby Engeland.
- Eerste foto zonsverduistering, 1851: Angelo Secchi Italië.
- Eerste luchtschip, 1852: Gebouwd door Fransman Henry Giffard. Is 43m lang en vliegt 27 km boven Parijs met een snelheid van 8 km.
- Eerste personenlift, 1852: Geïnstalleerd door de Amerikaan Elisha Otis, echter nog met een mechanische aandrijving.
- Eerste permanente kleurenfoto, 1861: Tartan Ribbon genomen door James Clerk Maxwell.
- Eerste succesvolle trans-Atlantische telegraafkabel, 1866. Van Valentia (Ierland) naar Newfoundland (Canada).
- Eerste vaste telefoon, 1875: gemaakt door Alexander Bell
- Eerste vrouwelijke winnaar Nobelprijs, 1903: Marie Curie. Nobelprijs voor Natuurkunde samen met haar echtgenoot Pierre Curie en de Fransman Antoine Henri Becquerel.
- Eerste aangekondigde radio-uitzending ter wereld 24 december 1906: Reginald Aubrey Fessenden met een uitzending van het "Largo" van Händel.
- Eerste kerncentrale, 1954: In Obninsk nabij Moskou (5 megawatt).
- Eerste trans-Atlantische telefoonkabel, 1956: Van Schotland naar Newfoundland de TAT-1.
- Eerste mobiele telefoon, 1983; de Motorola DynaTAC 8000X.

## Verkeer, transport, reizen
- Eerste asfaltweg, 1823. Autoweg in de Amerikaanse staat Maryland gelegd volgens de vinding van de Schot John McAdam.
- Eerste stoomschip over de Atlantische Oceaan, 1819. Schip Savannah vaart van Amerika naar Europa als stoomgedreven schip in combinatie met zeil.
- Eerste commerciële treindienst, 1825. Tussen Stockton en Darlington in Engeland.
- Eerste zuiver werktuigelijk aangedreven schip over de Atlantische Oceaan, 1827: Schip "de Curaçao", een Nederlands schip onder commando van J.C. Moll.
- Eerste paardentram, 1832. Op Manhattan, in New York in de Verenigde Staten.
- Eerste reisbureau, 5 juli 1841: Thomas Cook, Groot-Brittannië.
- Eerste schip met stalen romp, 1858: De Ma Robert, gebouwd in Liverpool, later door David Livingstone gebruikt bij Afrika-expeditie op de Zambezi.
- Eerste auto met verbrandingsmotor, patent 1860: Een viertakt-benzinemotor met elektrische ontsteking, vervaardigd door de Fransman Etienne Lenoir.
- Eerste metro, 1863: Londen, traject Farringdon Street-Paddington, 6 km afgelegd in 33 minuten. Zie ook Metro van Londen.
- Eerste verkeerslichten, 1868: Londen, met en rode en een groene ruit.
- Eerste transcontinentale spoorlijn, 1869: Verenigde Staten. Zie ook Transcontinental Railroad.
- Eerste elektrische auto, 1892: Uitvinder William Morrison uit Des Moines (Iowa).
- Eerste autokentekenplaat, 1901: In de staat New York.
- Eerste zescilinderauto, 1902: Geproduceerd door de Spyker-fabriek in Amsterdam, Nederland.
- Eerste persoon die vliegtuigcrash heeft met een motorisch aangedreven vliegtuig, 17 september 1908: Thomas Selfridge.
- Eerste jeugdherberg, 1909: Opgericht door Duitse onderwijzer Richard Schirrmann in het Sauerland.
- Eerste Kanaalvlucht, 1909: Louis Blériot (Frankrijk). Calais-Dover in 37 minuten.
- Eerste vrouwelijke piloot, 1910: Barones Raymonde de Laroche (Frankrijk), alias Elise Deroche.
- Eerste luchtpost, 1911: Bedacht door Gustav Hamel, eerste vlucht van Hendon airport Londen naar Windsor in Berkshire.
- Eerste non-stop trans-Atlantische vlucht, 1919: John Alcock en Arthur Whitten-Brown van St. John's op Newfoundland naar Clifden in Ierland.
- Eerste luchtvaartmaatschappij, 7 oktober 1919: KLM, opgericht in Den Haag.
- Eerste autosnelweg, 1921: AVUS Autobahn in Berlijn.
- Eerste vlucht rond de wereld, 1924: Lowell Smith in de "Chicago" en Erik Nelson in de "New Orleans", een Douglas DCW tweedekker.
- Eerste non-stop trans-Atlantische solovlucht, 1927: Charles Lindbergh met de Spirit of St. Louis van New York naar Parijs.
- Eerste vlucht rond de wereld met een luchtschip, 1929: De LZ127 "Graf Zeppelin", start en finish in Lakehurst (New Jersey).